# Росс, Роберт (актёр)
Роберт Росс (англ. Robert Ross; 7 ноября 1905 года — 3 апреля 1972 года, Москва) — советский киноактёр афроамериканского происхождения.
Росс родом из Бьютта, штат Монтана; по словам старшей дочери — из Оберна, штат Алабама. В 1928 году (по другим данным — в 1927 году) эмигрировал из США в СССР, став первым чернокожим, перешедшим в гражданство СССР. Вместе с Вейландом Роддом был одним из двух чернокожих актёров Мосфильма. Сыграл ряд ролей в советских кинофильмах.
В 1930-е годы работал тренером Центрального института физкультуры им. И. В. Сталина. Также работал в иностранном отделе Московского главпочтамта. С конца 1940-х по 1968 год — лектор общества «Знание». Eздил по СССР с лекциями о жизни чернокожих в США и их борьбе за гражданские права на примере таких деятелей, как Поль Робсон и Уильям Эдуард Бёркхардт Дюбуа.
Был дважды женат, имел от первого брака двух дочерей — старшую Инессу и младшую Элеонору.
Скончался от онкологического заболевания в Москве. Похоронен на Даниловском кладбище.

## Фильмография
- 1936 — Зори Парижа — демонстрант; нет в титрах
- 1936 — Цирк — темнокожий лётчик; исполняет колыбельную песню; нет в титрах
- 1938 — Доктор Айболит — сторож маяка; нет в титрах
- 1941 — Боксёры — Чёрный Цветок
- 1941 — Таинственный остров — Нэб, слуга мистера Смита
- 1943 — Насреддин в Бухаре — слуга; нет в титрах
- 1952 — Максимка — чернокожий раб; нет в титрах
- 1953 — Серебристая пыль — негр на митинге
- 1960 — Леон Гаррос ищет друга (СССР, Франция) — негр
- 1961 — Подводная лодка — кок
- 1961 — Суд сумасшедших — Джонни
- 1962 — Компаньерос, новелла «Девочка с куклой» — моряк Роберт Росс
- 1962 — Мы вас любим, фильм № 4 «Какая-то девочка» — Том
- 1967 — Операция «Трест» — танцор
- 1969 — Чёрный, как я — чистильщик обуви
- 1970 — Чёрное солнце — епископ
- 1971 — Вся королевская рать — слуга
- 1971 — Остров сокровищ — Редрет
- 1971 — Ты и я — иностранный турист; нет в титрах